# Верхня Іволга
Верхня Іволга (рос. Верхняя Иволга) — село Іволгинського району, Бурятії Росії. Входить до складу Сільського поселення Іволгинське.
Населення — 981 особа (2015 рік).